# Atsuko Kaku
Pour les articles homonymes, voir Kaku.
Atsuko Kaku (賀来敦子, Kaku Atsuko), née le 14 avril 1938 à Nakano, un des 23 arrondissements de Tokyo (Japon), est une actrice japonaise.

## Biographie
Atsuko Kaku a tourné dans plusieurs drama au début des années 1960 ainsi que dans trois films entre 1963 et 1973. Elle reçoit le prix Mainichi de la meilleure actrice pour son interprétation dans Le Temps de la mémoire,.

## Filmographie
- 1963 : Shiro to kuro (白と黒?) de Hiromichi Horikawa
- 1971 : La Cérémonie (儀式, Gishiki?) de Nagisa Ōshima : Sakurada Ritsuko
- 1973 : Le Temps de la mémoire (青幻記 遠い日の母は美しく, Seigenki: Tōi hi no haha wa utsukushiku?) de Tōichirō Narushima : Sawa Hirata

## Récompense
Sauf indication contraire, les informations mentionnées dans cette section peuvent être confirmées par la base de données cinématographiques IMDb,  présente dans la section « Liens externes ».
- 1973 : prix Mainichi de la meilleure actrice pour son rôle dans Le Temps de la mémoire[4]